# Justicia leucoxiphus
Espèce
 Justicia leucoxiphus Vollesen, Cheek & Ghogue est une espèce de plantes à fleurs de la famille des Acanthaceae de la famille des Acanthaceae. C'est une plante herbacée trouvée au Cameroun.

## Description
Cette plante atteint de 0,5 à 2 m de haut et pousse à la mi-ombre.

## Habitat
Elle est répandue au Cameroun, dans les zones tropicales et subtropicales.

## Maladies
Elle est résistante aux maladies, mais peut être ravagée par des araignées rouges ou des aleurodes.